# Brachinus pallidus
Brachinus pallidus är en skalbaggsart som beskrevs av Terry Erwin. Brachinus pallidus ingår i släktet Brachinus och familjen jordlöpare. Inga underarter finns listade i Catalogue of Life.